# Prochoerodes contingens
Prochoerodes contingens là một loài bướm đêm trong họ Geometridae.